# Namık İsmail
Namık İsmail Yeğenoğlu, més conegut com a Namık İsmail, (Samsun, 1890 - Istanbul, 30 d'agost de 1935) fou un pintor turc. Va pertànyer a la coneguda com a segona generació de pintors turcs.

## Pintures

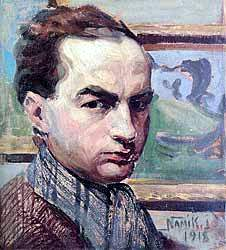
Autorretrat (1918)
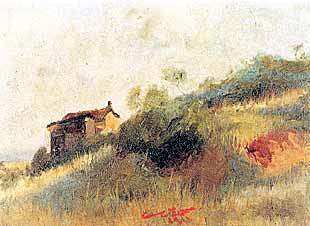
Casa rural (1911)
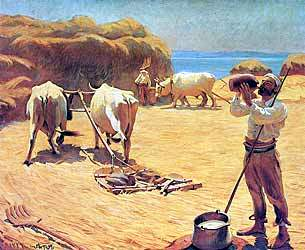
Trilla (1923)
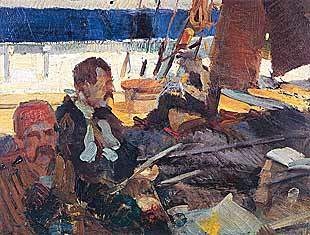
Homes a bord
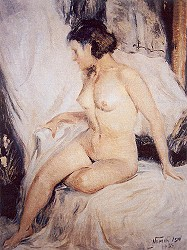
Nu
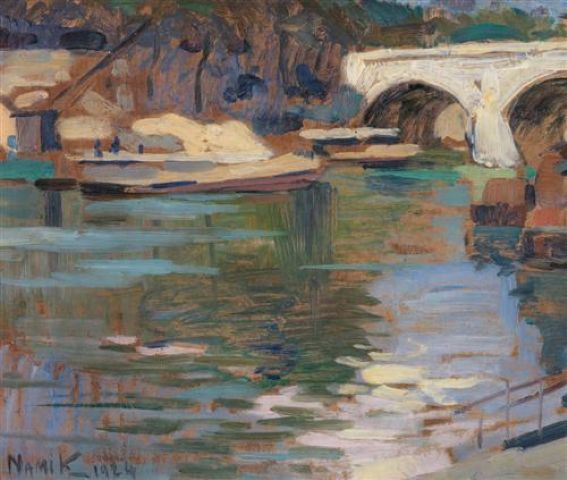
Pont Neuf a París